# Delbaeth
Delbaeth (ir. Dealbhaeth) – mityczny król Irlandii w latach 1066-1056 p.n.e. Syn Ogmy z ludu Tuatha Dé Danann oraz Ethniu z ludu Fomorian.
Wstąpił na tron Irlandii po bratu ojca, Eochaidzie Praojcu, zwanym także Dagdą. Z żony Ernmas, córki Etharlama, syna Nuady ze Srebrną Ręką, miał dwóch synów: Fiachę i Olloma; zaś Briana, Iucharbę i Iuchara z córką o imieniu Donann. Szóstym synem był Indui. Trzej synowie Donann byli trzema bogami z Danu, od których jest nazwana Góra Trzech Bogów. Delbaeth panował przez dziesięć lat. Kroniki Czterech Mistrzów podały, że zginął z ręki syna Fiachy. Natomiast fragmenty dzieła Lebor Gabála Érenn poinformowały, że zginął wraz z synem Ollomem z ręki Caichera mac Nama, brata Nechtana. Wspomniały także, że Delbaeth miał inne imię: „Tuirill Biccreo” lub „Tuirell Bicreo”. Delbhna, lud wczesnej Irlandii, utrzymywał o swoim pochodzeniu od niego.